# Новоказацкое
Новоказацкое — село в Валуйском районе Белгородской области России. Входит в состав Рождественского сельского поселения.

## География
Село находится в юго-восточной части Белгородской области, в лесостепной зоне, в пределах юго-западной части Среднерусской возвышенности, на левом берегу реки Валуй, к северо-востоку от города Валуйки. Абсолютная высота — 88 метров над уровнем моря.
Климат характеризуется как умеренно континентальный. Средняя температура января −7,4 °C, средняя температура июля +20,3 °C. Годовое количество осадков составляет около 500 мм. Среднегодовое направление ветра юго-западное.
Часовой пояс
Село Новоказацкое, как и вся Белгородская область, находится в часовой зоне МСК (московское время). Смещение применяемого времени относительно UTC составляет +3:00.

## Население
| 2002 | 2010 |
| ---- | ---- |
| 416  | ↘371 |

Половой состав
По данным Всероссийской переписи населения 2010 года в гендерной структуре населения мужчины составляли 46,4 %, женщины — соответственно 53,6 %.
Национальный состав
Согласно результатам переписи 2002 года, в национальной структуре населения русские составляли 91 %.

## Улицы
Уличная сеть села состоит из четырёх улиц.